# Eazy-E
Eazy-E(본명 Eric Lynn Wright)(출생-사망:1963년 9월 7일 - 1995년 3월 26일)는 미국의 랩퍼였다.

## 데뷔
그는 원래 갱스터이자, Ruthless Record의 C.E.O였다. 그렇기 때문에 뒤에서 돈을 대주기도 했다. 그러던중 Eazy-E는 갱스터힙합의 대부N.W.A를 키워냈는데, 그중 멤버여럿명이 Eazy-E의 랩실력을 높이평가했다. N.W.A의 1987년 N.W.A. 컴필레이션 1집 앨범 [N.W.A. and the Posse]이 나왔다. 하지만 큰영향은 끼치지못했지만. 어느정도 갱스터랩을 사람들에게 알렸다. 그 후 1988년 멤버 MC 렌을 영입해 그해 1집 앨범 [Straight Outta Compton]는 엄청난 사회적 파장을 일으키고 갱스터랩의 대표적인 대부가 되었다.

## 여러 문제
N.W.A를 이끌어 가던중 그는 여러 트러블에 휩싸이기 시작했다.특히 닥터드레와 Ice Cube는 Eazy-E가 여러 랩퍼들을 지휘한다는 점에서 상당히 공격적이었고,음악적으로도 닥터드레와 Eazy-E는 너무나다른 음악을 추구했었다.그렇게 팀의 트러블이 생기면서 아이스 큐브와 닥터드레는 Eazy-E 가 그들의 중요한 돈을 Eazy-E가 갖게 되는 것을 알게되자 결국 1991년 N.W.A를 탈퇴했다.정확히 아이스 큐브는 1990년 탈퇴했고 당시 "No Vaseline"이라는 곡으로 Eazy-E의 문란한 성생활에 대해 'Diss'를함 으로써 멤버 서로간의 불화의 시작을 알린다.
Ruthless record VS Deathrow Record
두멤버가 탈퇴하자 Eazy-E 또한 N.W.A을 해체 선언을 했다.닥터드레와 아이스 큐브는 Suge Knight가 운영하는 레코드 Death Row에 들어가고,Dre는 1992년에 출시된 그의 첫앨범: The Chronic에서 지속해서 Eazy-E를 욕한다.또한 Eazy-E는 Deathrow Record의 소송을 걸었으나 기각되었고,결국 1년후 "1993"년 Eazy-E 도 It's On (Dr. Dre) 187um Killa 라는 이름으로 내버린 것이다. 이 앨범이 몇백만 부가 팔리면서 싸움이 격해졌다.심지어 이 앨범의 타이틀곡 "Real Muthaphuckkin G's"뮤비는 현재 전세계 유튜브에서 1억6천이 넘는 엄청난 조회수를 기록하고있다. 그러나 1996년 Ruthless사단의 Bone Thugs n Harmony와 2Pac 이 'Thug Luv'라는 싱글을 발표하면서 싸움은 끝나게 된다.

## 불건전한 생활과 사망
Eazy E는 돈과 여자를 너무좋아했다. 돈을 벌기위해서 별수단을 다쓰다가 N.W.A를 잃었지만 포기하지 않고 계속 했다. 특히 여자문제는 심각의 정도였다. 많은 노래에서 여성비하발언을 썼다. 그는 여성을 성적도구라고 부른다.같은 집에서 그의 전인생을 살면서 그가 성관계를 한여자는 수도없다고한다.결국 그는 1995년 AIDS 병원에 들어가게 되며, 들어간 지 얼마 안 되어서 1995년 3월 26일 대략 6:35 PM PST에 Cedars-Sinai 병원에서 사망하였다.

## 사망이후
그의 아내 Tomika Wright가 Ruthless Records를 얻어냈다. 그러나 Bone Thugs N Harmony와 전 N.W.A의 멤버 MC REN이 그녀를 욕하고,레코드를 떠나게 된다.Eazy E의 가장 나이많은 아들 Lil Eazy-E는 아버지의 생애와 업적을 그린 다큐멘터리를 만들었고, 갱스터랩의 대부로써 아직도 추앙받는다.